# Terminal Santana
La Terminal Santana es una terminal de gran porte, utilizada solo para el transporte colectivo municipal de SPTrans con líneas destinadas esencialmente a la región norte, pero también con destinos a las otras regiones de São Paulo, en el Brasil.

## Características
Posee un portabicicletas y una farmacia "Dose Certa", que distribuye medicamentos de forma gratuita.
Construida a comienzos de la década de 1970, la terminal Santana es uno de los puntos de transporte colectivo más importantes de la ciudad. De acuerdo con el Metro, el total de área construida del sitio es de 8.565 m² y tiene capacidad para atender 30 mil pasajeros/hora/pico.

### Reformas
En el año 2009 recibió inversiones, del Metro, que es responsable de su administración y mantenimiento, para la revitalización de su estructura. Correspondieron a obras como la substitución de todo el piso de la terminal y su entorno por una nueva pavimentación que respeta las nuevas exigencias municipales y también el reemplazo de todos los bancos. Otra novedad fue la instalación de dos ascensores que unen la terminal con las plataformas de la estación de metro, pasando por el cantero central de la Avenida Cruzeiro do Sul.